# 台湾の国立公園

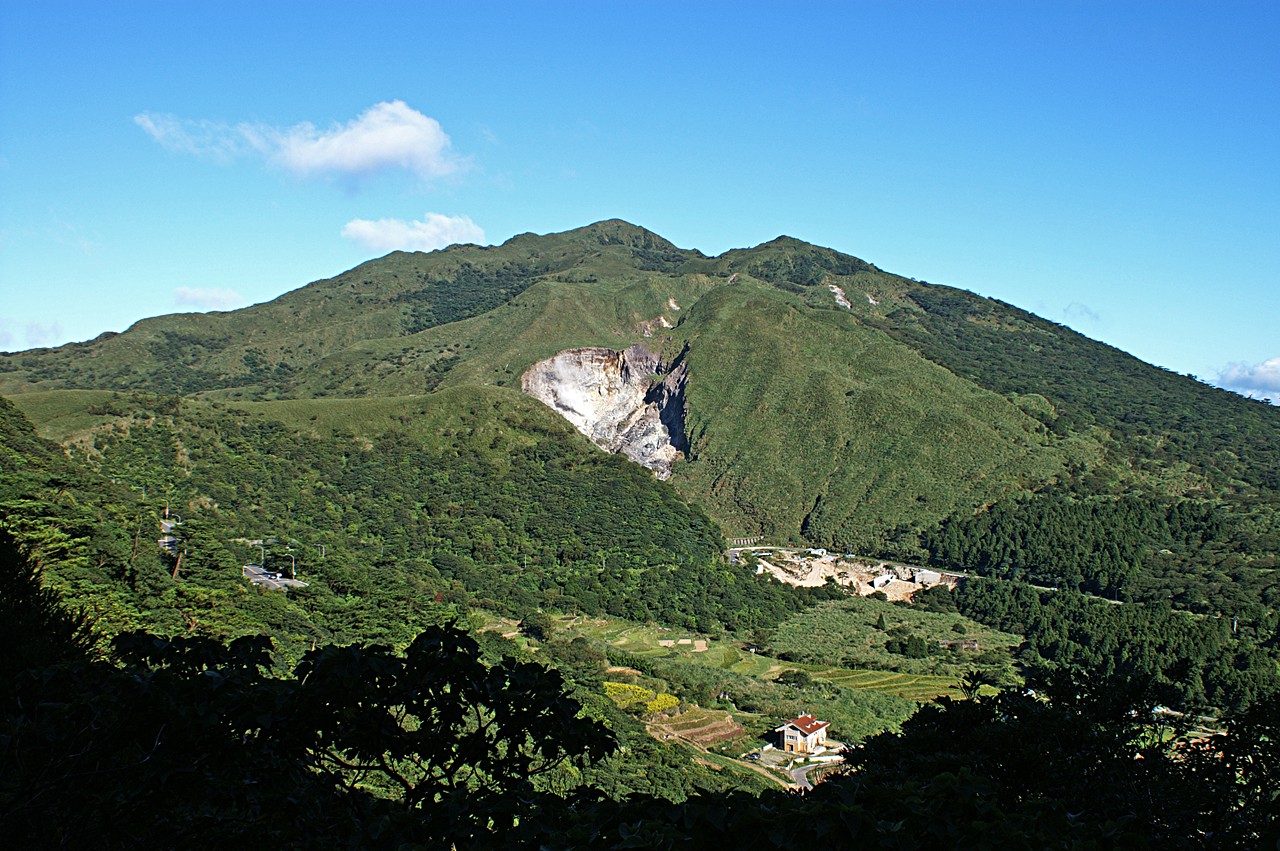
陽明山国立公園の風景

台湾の国立公園（たいわんのこくりつこうえん、中国語: 中華民國國家公園）は国家公園（こっかこうえん）と呼ばれ、現在の内政部の管轄下にある自然、野生生物、歴史のための保護された国立公園である。

## 概要
現在台湾には9つの国家公園があり、すべて内政部に所属する内政部国家公園署の管理下にある。これらの国家公園は7,489.49平方キロメートルをカバーしている。3,103.76平方キロメートルの総面積は、国の総面積の約8.6％を占めている。
最初の国家公園は、台湾が日本の統治下にあった1937年に設立に指定されたが、正式にそのように管理されたことはなかった (中国語)。第二次世界大戦後、経済発展の優先順位から、自然環境の保護を求める声が反対された。しかし、国家公園法は1972年に可決され、最初の国家公園は1984年に設立された。
国家公園は国家風景区と違う。国家風景区は、交通部の観光局署によって管理されている。2つのタイプの領域の開発を支配する異なる哲学があり、国家公園では自然と文化の資源の保護に重点が置かれており、人間の利用のための開発は二次的な優先事項である。

## 日本統治時代
台湾で最初の国立公園（國立公園、國家公園）は、1937年12月27日に小林躋造総督によって設定された。台湾が日本統治時代だったので、3つの国立公園は大日本帝国の国立公園になっていた。
- 大屯国立公園 (現在の陽明山国家公園)
- 新高阿里山国立公園 (同、玉山国家公園・阿里山国家風景区/阿里山国家森林遊楽区（中国語版）)
- 次高タロコ国立公園 (同、雪覇国家公園・太魯閣国家公園)

## 一覧

台湾の国家公園9か所は、次の通りである（設立年度順）。
- 墾丁国家公園 (1984年)
- 玉山国家公園 (1984年)
- 陽明山国家公園 (1985年)
- 太魯閣国家公園 (1986年)
- 雪覇国家公園 (1992年)
- 金門国家公園 (1995年)
- 東沙環礁国家公園 (2007年)
- 台江国家公園 (2009年)
- 澎湖南方四島国家公園 (2014年)

## 参照項目
- 国立公園
- 中華人民共和国の国家公園